# Stadtlexikon Hannover

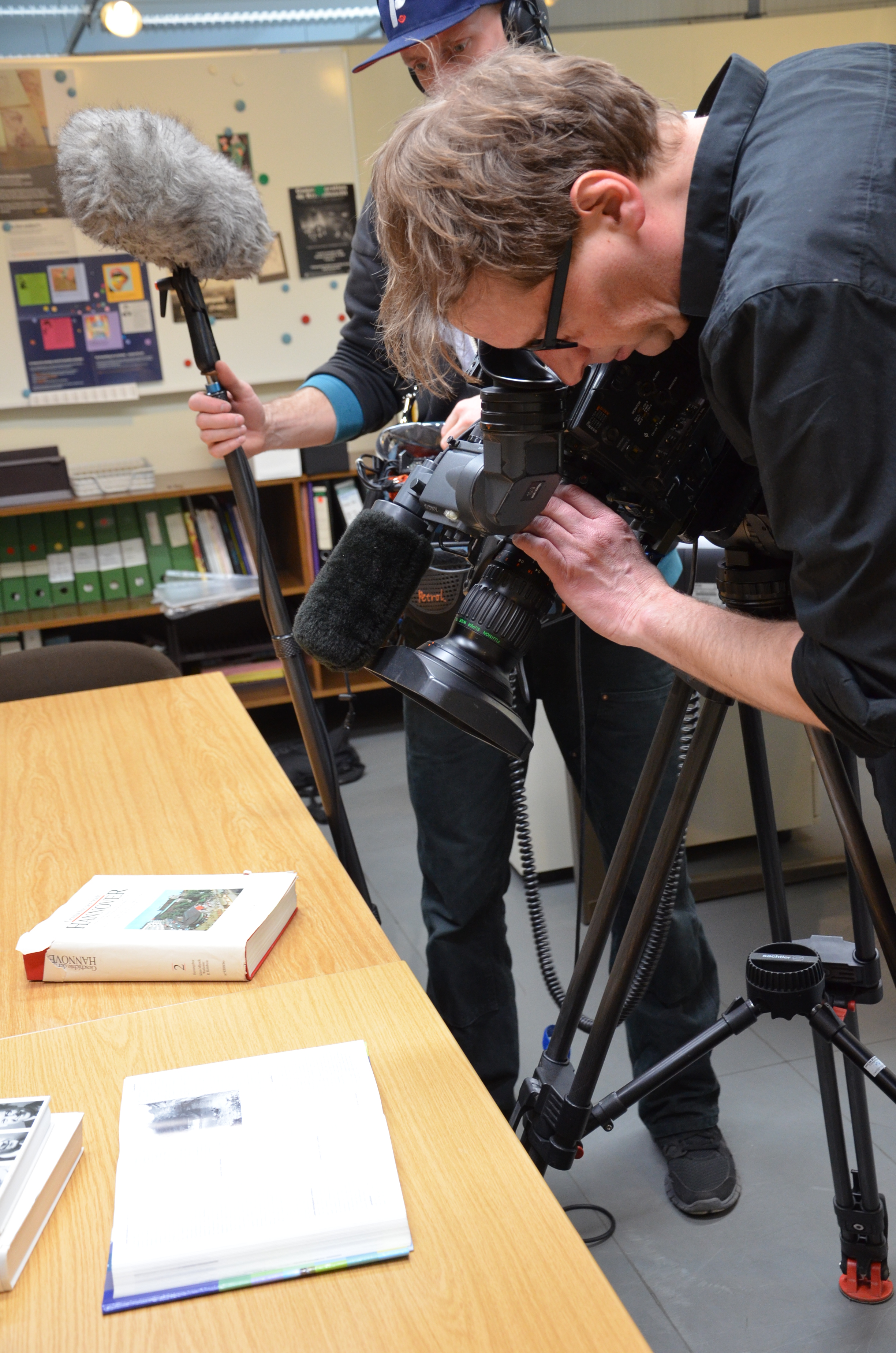
Enregistrements cinématographiques du Norddeutscher Rundfunk du Stadtlexikon Hannover

Le Stadtlexikon Hannover. Von den Anfängen bis in die Gegenwart est la première encyclopédie sur l'histoire de la ville d'Hanovre à nos jours. Il est publié en 2009 par Schlütersche Verlagsgesellschaft (de) à Hanovre.
Les éditeurs sont les anciens directeurs de musée Klaus Mlynek (Archives de la ville d'Hanovre (de)) et Waldemar R. Röhrbein (musée d'histoire d'Hanovre (de)), ainsi que Dirk Böttcher et Hugo Thielen. L'éditeur est Peter Schulze (de).

## Contenu
L'ouvrage de référence répertorie environ 2 500 mots-clés individuels plus des termes de référence innombrables et quelques illustrations sur 703 pages. Les conditions naturelles et les conditions topographiques sont traitées ainsi que la politique, l'administration, l'économie, la société, la religion, la construction, la circulation, le droit, la culture, l'éducation et la science.
Les informations biographiques sur les individus et les familles entières sont extraites du lexique biographique hanovrien (HBL) et complétées par des individus nés ou décédés à Hanovre. Les immigrants qui ont apporté des contributions importantes à l'intérieur ou à l'extérieur de la ville sont également inclus dans le lexique. Les liens avec l'histoire de la Basse-Saxe sont également pris en compte.
Le lexique est illustré par des images du musée d'histoire d'Hanovre (de).
L'annexe au lexique contient des instructions sur la façon de l'utiliser, une liste d'abréviations alphanumériques, une liste de la littérature abrégée citée et la liste des éditeurs et auteurs avec une courte biographie de chacun. Les auteurs du Stadtlexikon Hannover sont, entre autres, Eva Benz-Rababah, Dirk Böttcher, Hans Otte (de), Ines Katenhusen et Gerd van den Heuvel (de).